# Discountbutik
Discountbutik eller et lavprisvarehus er en butik, hvor det primære salgsparameter er en lav pris. Discountbutikker har et begrænset varesortiment, da man for at øge omsætningen og minimere lageromkostningerne sælger hurtigt omsættelige varer. For at minimere omkostningerne er butikkerne ofte indrettet spartansk, og varer sælges nogle gange direkte fra paller og papkasser. Discountbutikker indgår som regel i butikskæder, da man på den måde kan opnå nogle stordriftsfordele i forbindelse med indkøb og markedsføring.
De første discountbutikker kom til Danmark sidst i 1970erne, hvor den tyske kæde af Aldi-butikker åbnede de første butikker i Danmark. I 1981 åbnede den første Fakta-butik (ejet af Coop Danmark) og den første Netto-butik (ejet af Dansk Supermarked).

## Kæder af discountbutikker/lavprisvarehuse
Stordriftsfordele er en vigtig del af filosofien ved discountbutikker, og de indgår derfor næsten altid i butikskæder. Disse kæder arbejder ofte på yderligere ekspansion for at kunne opnå endnu flere stordriftsfordele. Eksempler på kæder af discountbutikker i Danmark er: 
- Netto
- Fakta
- Aldi
- Lidl
- Biva
- Jem & fix
- Rema 1000
- Normal
- Tiger
- Coop 365discount